# پرزبان گردن‌سرخ
پرزبان گردن‌سرخ(نام علمی: Pteroglossus bitorquatus) نام یک گونه از سرده پرزبان است.